# Черныши (Маньковское сельское поселение)
Черныши — деревня в Краснинском районе Смоленской области России. Входит в состав Маньковского сельского поселения. Население — 18 жителей (2007 год).
Расположена в западной части области в 3 км к северу от Красного, в 1 км восточнее автодороги Р135 (Смоленск — Красный — Гусино), на берегу реки Лосвинка. В 13 км северо-западнее деревни расположена железнодорожная станция Гусино на линии Москва — Минск.

## История
В годы Великой Отечественной войны деревня была оккупирована гитлеровскими войсками в июле 1941 года, освобождена в сентябре 1943 года.